# 华北大学
华北大学于1948年8月在晋冀鲁豫边区成立。华北联合大学与北方大学合并为华北大学。

## 历史沿革
1948年5月9日，中共中央决定委托华北局把华北联合大学和北方大学合并成立华北大学，以便集中力量扩大办学规模，为迎接全国解放培养大批建设干部。1948年8月24日正式挂牌，校址在正定县天主教堂（今256医院）。华北大学成立时，由吴玉章任校长，范文澜、成仿吾任副校长，钱俊瑞任党委书记兼教务长。图书馆长尹达。下设四部两院。一部为政治训练班；二部为教育学院；三部为文艺学院；四部为研究部；两院分别是工学院和农学院。在校学生15000余人。1949年4月，华北大学迁入北平。
1948到1949年期间，下属单位陆续独立办学：

### 一部
钱俊瑞兼任主任。
1950年10月，华北大学改名为中国人民大学。从1948年8月到1949年年底，华北大学共为中共培养干部19194名。

### 二部
主任孟夫唐。设国文系（主任李荷林）、史地系（主任尚钺）、教育系、社会科学系（主任何干之）、外语系、数理化系。外语系学制两年，其它系半年。
华北联大的外国语学院与北方大学的外文班合并为华大二部外语系。1949年2月和4月，外事学校和华北大学二部外语系分别进入北京城，并于6月合并为外国语学校。二部外语系离开学校，同北平外事学校合并为北平外国语学校，后逐步发展成为今天的北京外国语大学。

### 三部
主任沙可夫。设音乐科、美术科、戏剧科。
三部后分别筹建：中央戏剧学院——华北大学文艺学院，中央美术学院——华北大学文艺学院美术系，中央美术学院华东分院（后更名为浙江美术学院），中央音乐学院——华北大学文艺学院音乐系。

### 四部
范文澜兼任主任。从事专题研究，培养、提高大学师资。
设中国历史研究室（范文澜兼任主任）、哲学研究室（艾思奇兼任主任）、中国语文研究室（吴玉章兼任主任）、国际法研究室（何思敬任主任）、外语研究室、政治研究室（钱俊瑞兼任主任）、教学研究室（张宗麟任主任）、文艺研究室（艾青任主任）。

### 工学院
行政上受华北人民政府公营企业部领导。院长刘再生。
工学院独立出来发展为北京工业学院（现更名为北京理工大学）

### 农学院
行政上受华北人民政府农业部领导。院长乐天宇。
农学院与北京大学农学院、清华大学农学院合并成立北京农业大学（现更名为中国农业大学）；

### 华大文工团
成员有王昆、郭兰英、陈强等。
是北京人民艺术剧院、青年艺术剧院、中央歌剧舞剧院、中国京剧研究院等的前身。

### 华大平剧院
有著名编导阿甲、主演李和增等。
是中国京剧院的前身。

### 其它
此外，华北大学还抽调部分干部、教师分赴中原和广东，筹建中原大学和南方大学。